# 小松英三郎
小松 英三郎（、1932年〈昭和7年〉4月17日 - ）は、日本の俳優。本名同じ。神奈川県横浜市保土ケ谷生まれ、福島県出身。旧制福島安積学館、東宝芸能学校卒業。

## 人物
東宝芸能学校卒業後、東宝に入社。
東宝映画にノンクレジットを含めて多数出演。東宝の俳優専属システム崩壊後も、1970年代後半まで活動していた。
書籍『ゴジラ大百科 [メカゴジラ編]』では、「細面で小味な二枚目」と評している。

## 出演作品

### 映画
- 空の大怪獣ラドン（1956年） - 航空自衛隊隊員[要出典]
- 続々大番 怒涛篇（1957年） - 船員
- 地球防衛軍（1957年） - カメラマン[要出典]
- 宇宙大戦争（1959年） - 技師、ビラを撒く政府関係者（2役）[要出典]
- 暗黒街の対決（1960年） - 青い猫の客
- 変身人間シリーズ
  - 電送人間（1960年） - 小篠島の警官[要出典]
  - ガス人間第一号（1960年） - 田宮博士の助手[要出典]
- 暗黒街の弾痕（1961年） - ABC工業の社員
- モスラ（1961年） - 船舶協会職員[2]、自衛隊員[2]（2役）
- 世界大戦争（1961年） - 東京プレスクラブ運転手[要出典]
- 暗黒街撃滅命令（1961年） - 殿村組乾分
- クレージー映画
  - ニッポン無責任時代（1962年）
  - 無責任遊侠伝（1964年） - パチンコ屋の客
  - 大冒険（1965年） - 観光客[要出典]
  - 日本一の男の中の男（1967年） - 丸菱造船社員
- 海底軍艦（1963年） - 轟天建武隊軍曹[要出典]
- ゴジラシリーズ
  - モスラ対ゴジラ（1964年） - 対策本部の自衛隊員[4]
  - 三大怪獣 地球最大の決戦（1964年） - 村の警官、円盤クラブ会員、上野公園の野次馬（3役）[要出典]
  - 怪獣大戦争（1965年） - 宇宙局局員[4]、国会の聴衆[4]
  - ゴジラ・エビラ・モスラ 南海の大決闘（1966年） - 赤イ竹隊員[4]
  - 怪獣総進撃（1968年） - 新聞記者[3][4]、国連科学委員会技師[4]、避難民[4]、統合防衛司令部将校[4]
  - ゴジラ・ミニラ・ガバラ オール怪獣大進撃（1969年） - 記者[4]
  - ゴジラ対ヘドラ（1971年） - 下士官[1][2][4]
  - 地球攻撃命令 ゴジラ対ガイガン（1972年） - 警官
  - ゴジラ対メガロ（1973年） - 防衛隊員[5][4]
- 君も出世ができる（1964年） - 東和観光社員、サラリーマン（2役）
- 宇宙大怪獣ドゴラ（1964年） - 飛行機の乗客[要出典]
- 暗黒街全滅作戦（1965年） - 子分
- 太平洋奇跡の作戦 キスカ（1965年） - キスカ島の医兵[要出典]
- フランケンシュタイン対地底怪獣（1965年） - 潜水艦乗組員[2]、新聞記者[3]
- けものみち（1965年） - 弁護士協会事務員
- 100発100中（1965年） - 国道の男（青沼興業の子分）、ボウリング場の客（2役）
- エレキの若大将（1965年） - 青年
- フランケンシュタインの怪獣 サンダ対ガイラ（1966年） - ハイカー[2]
- お嫁においで（1966年） - 保の友達
- キングコングの逆襲（1967年） - ドクター・フーの手下、エクスプロアー号乗組員（2役）[要出典]
- 乱れ雲（1967年）
- 100発100中 黄金の眼（1968年）
- 連合艦隊司令長官 山本五十六（1968年） - 連合艦隊航空参謀[要出典]
- 死ぬにはまだ早い（1969年） - 新聞記者
- 緯度0大作戦（1969年） - 記者[要出典]
- 大日本スリ集団（1969年） - 掏摸係刑事
- 野獣都市（1970年） - 井坂
- ゲゾラ・ガニメ・カメーバ 決戦!南海の大怪獣（1970年） - 記者[要出典]
- 昭和ひとけた社長対ふたけた社員（1971年） - カメラマン
- 父ちゃんのポーが聞える（1971年） - 前川武
- 日本沈没（1973年） - D-1本部職員[6]
- 華麗なる一族（1974年） - 大蔵省高級官僚の一人
- 愛こんにちは（1974年） - 刑事
- 続・人間革命（1976年）
- 不毛地帯（1976年） - 警視庁捜査二課刑事
- アラスカ物語（1977年） - モリサック（祈祷師）

### テレビドラマ
- ウルトラシリーズ
  - ウルトラQ 第22話「変身」（1966年） - 毎日新報記者
  - 帰ってきたウルトラマン（1971年）
    - 第5話「二大怪獣東京を襲撃」 - 工事現場監督
    - 第21話「怪獣チャンネル」 - 坂井信夫

  - ウルトラマンタロウ 第38話「ウルトラのクリスマスツリー」（1973年） - ひとみの父
- マイティジャック 第3話「燃えるバラ」（1968年） - 警備員（Qのスパイ）
- 昔三九郎 第4話「詑証文」（1968年）
- 荒野の素浪人 第52話「流浪 殺しの子守唄」（1972年）
- 流星人間ゾーン 第1話「恐獣ミサイル 爆破せよ!」（1973年） - ジュンイチの父
- 剣客商売 第5話「妖怪小雨坊」（1973年）
- 太陽にほえろ! 第44話「闇に向かって撃て」（1973年）
- スーパーロボット レッドバロン 第35話「恐怖の吸血ヴィールス」（1974年） - 博士
- 大江戸捜査網 第3シリーズ 第48話「命を売った女」（1974年）
- 日本沈没 第16話「鹿児島湾SOS!」（1975年）
- 俺たちの勲章 第1話「射殺」（1975年）